# Theodore Fitz Randolph
Theodore Fitz Randolph (ur. 24 czerwca 1826 roku – zm. 7 listopada 1883 roku) – amerykański przedsiębiorca i polityk, syn Jamesa Fitza Randolpha, członka Izby Reprezentantów stanu New Jersey. W l. 1869-1872 senator gubernator stanu New Jersey, w l. 1875-1881 reprezentował ten stan w Senacie Stanów Zjednoczonych